# 埼玉県道・東京都道221号原市場下成木線
埼玉県道・東京都道221号原市場下成木線（さいたまけんどう・とうきょうとどう221ごう はらいちばしもなりきせん）は、埼玉県飯能市から東京都青梅市に至る都道府県道である。

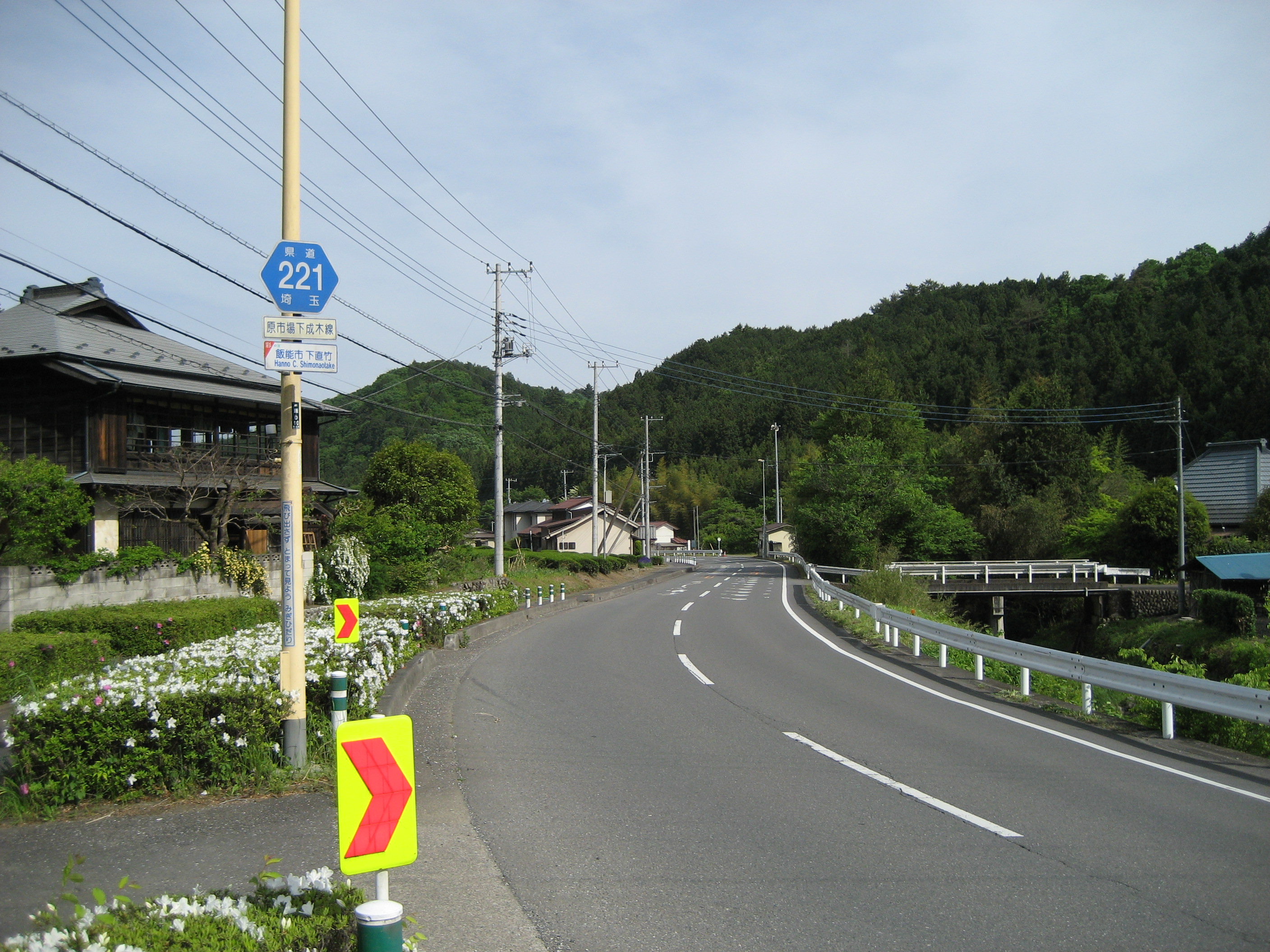
飯能市内

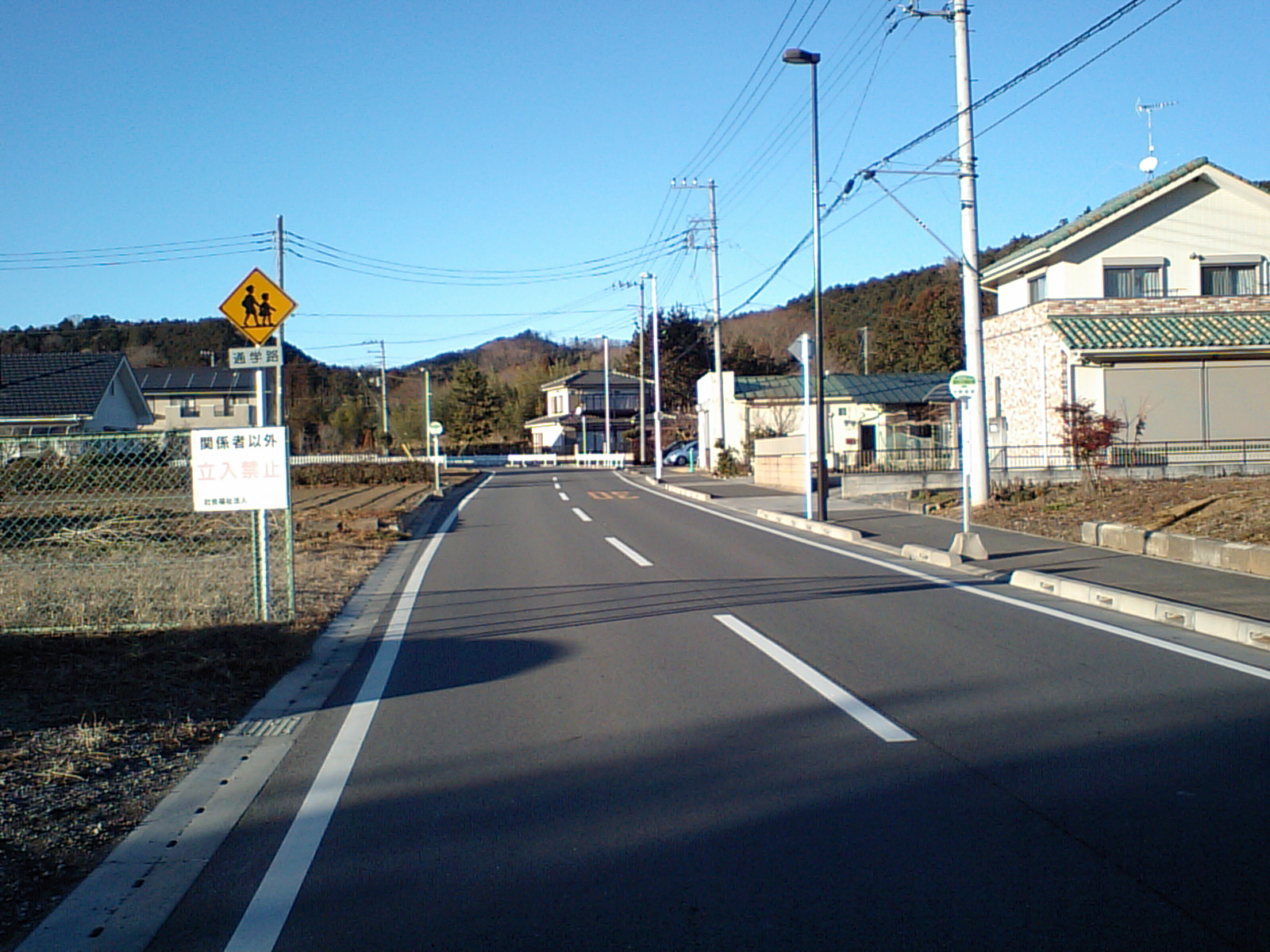
青梅市成木付近

## 路線概要
- 起点：飯能市原市場（埼玉県道70号飯能下名栗線交点）
- 終点：青梅市下成木（成木、東京都道193号下畑軍畑線交点）
- 総距離：5,112m

## 通過する自治体
- 埼玉県
  - 飯能市
- 東京都
  - 青梅市

## 接続・交差する主な道路
- 埼玉県道70号飯能下名栗線
- 埼玉県道・東京都道193号下畑軍畑線「成木一丁目交差点」

## 沿道状況
県道70号線（秩父・狭山方面）との交差点から南に進路を向け、山岳区間に入る。山王峠を過ぎると、バイパス（市道、入間方面）との分岐になり、その先は大型車同士のすれ違いが困難なくらいの狭路となる。再び2車線区間となる場所が都県境で、ここからが青梅市となる。青梅市内に入りすぐに都道193号（瑞穂・奥多摩方面）との交差点で終点となる。直進方向は市道（東青梅方面）である。

## 沿線
- 東京電力 新飯能変電所（飯能市）
- 東都飯能カントリークラブ（飯能市）
- 飯能霊園（飯能市）
- 南高麗中学校（飯能市）
- 南高麗小学校（飯能市）
- 大多摩霊園（青梅市）
- 安楽寺 （青梅市）